# In Extremo

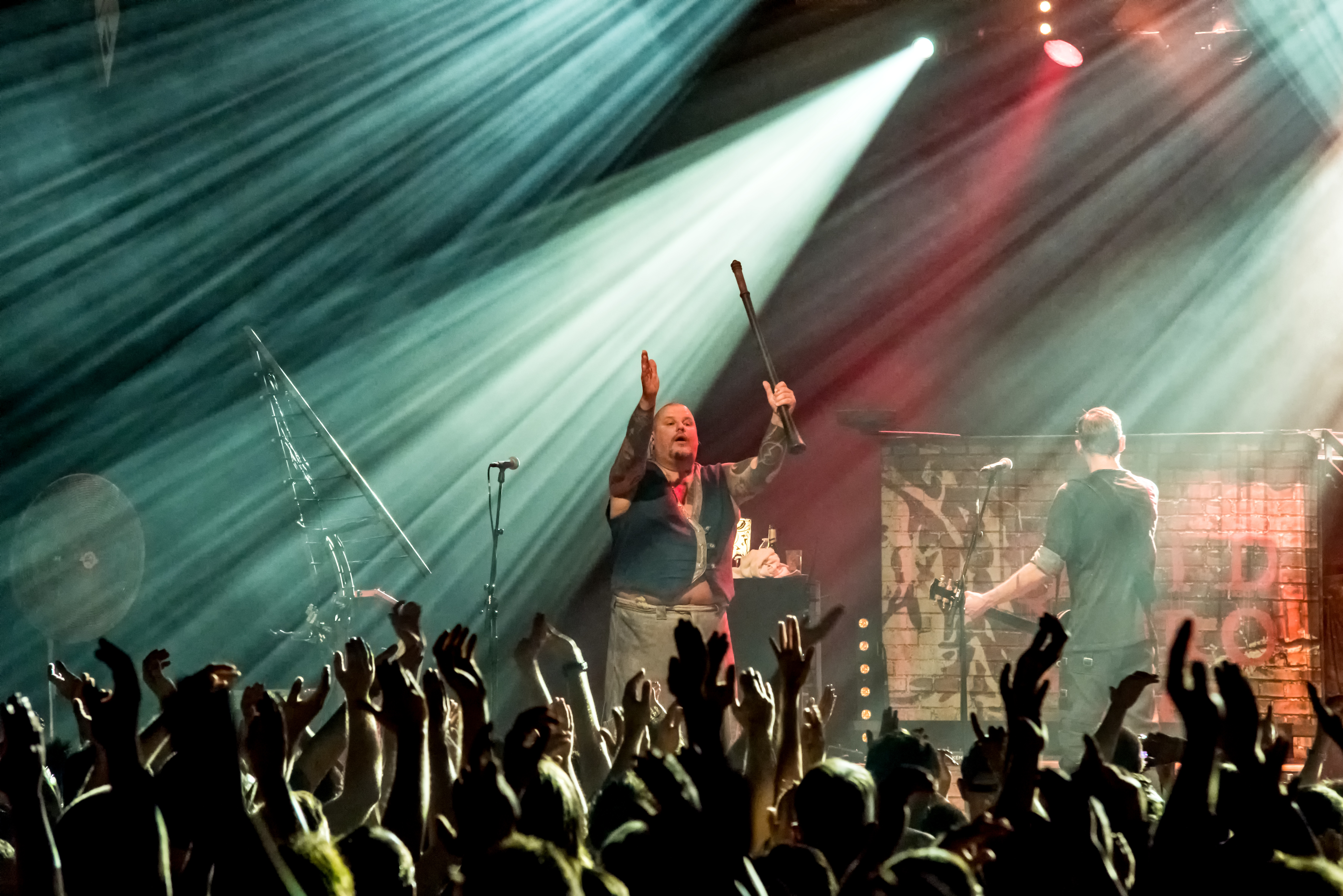
In Extremo, Zelt-Musik-Festival 2018 Freiburg, Duitsland

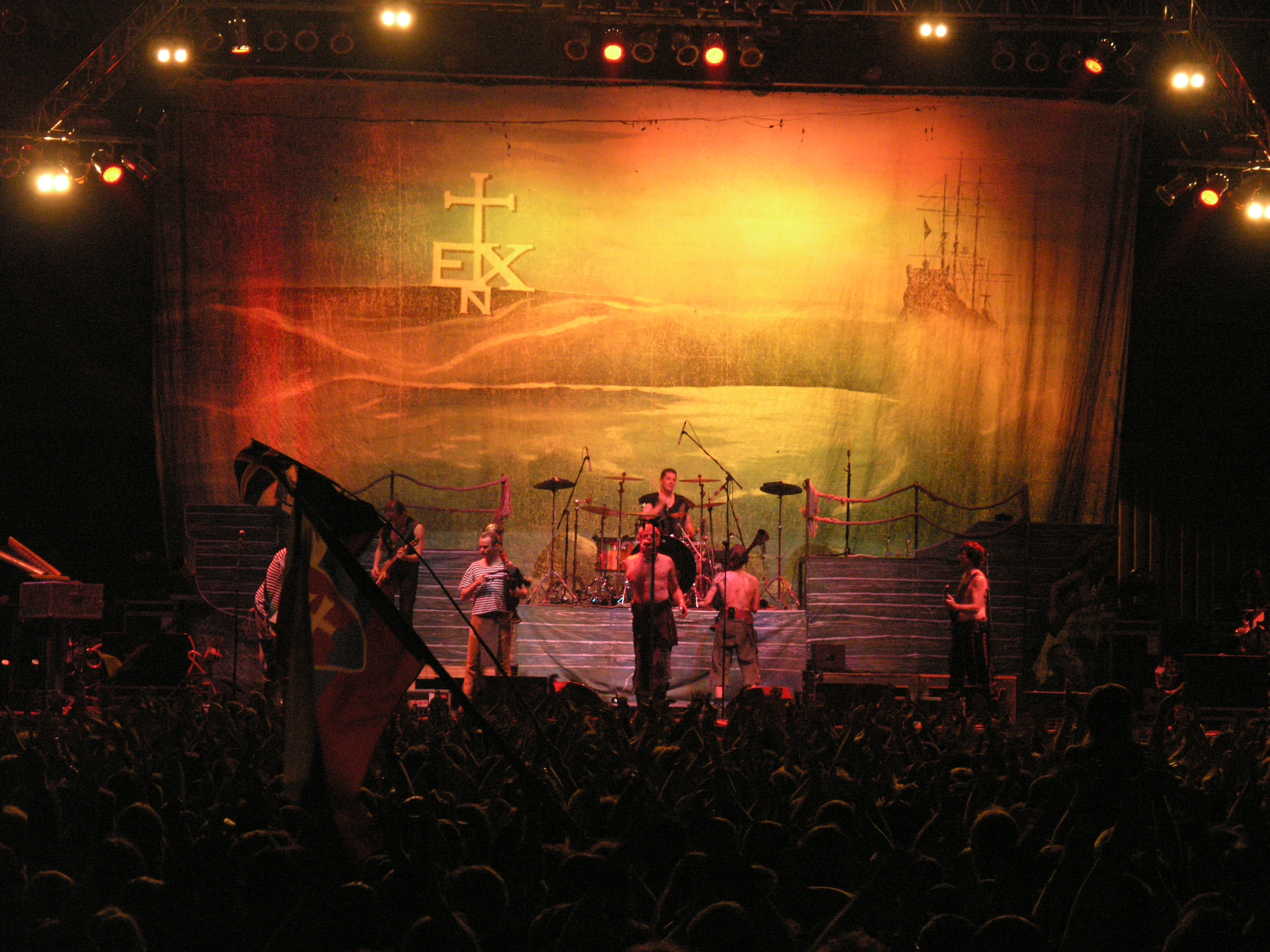
In Extremo in concert (2007)

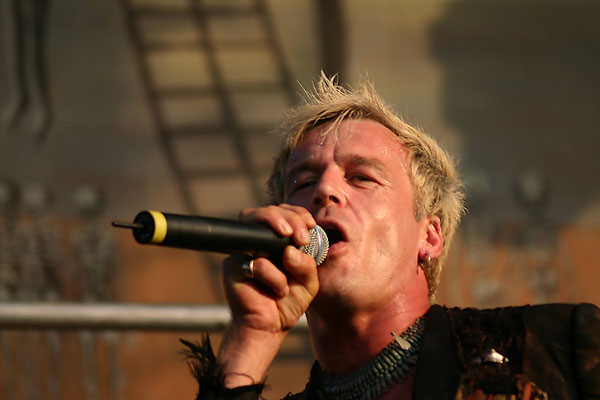
Das letzte Einhorn van In Extremo op scène

In Extremo is een folkmetalband uit Duitsland. De muziek is een mengeling van middeleeuwse melodieën, rock en show.
In het voorjaar van 1995 probeerden ze voor het eerst om doedelzak en rockgitaar te combineren; in de herfst van dat jaar bedacht Michael (Das letzte Einhorn) de bandnaam. Pas in 1997, op 29 maart, trad de band in het openbaar op, en wel op een middeleeuwse markt in Leipzig; deze datum wordt als officiële oprichtingsdatum beschouwd.
Gaandeweg zijn ze geëvolueerd naar een Folk-rockband, hoewel er nog middeleeuwse elementen nog merkbaar blijven, m.n. in de thematiek van oude lyriek, het gebruik van oudere instrumenten, oudere kledij en het inrichten van een middeleeuwse setting (bv. een middeleeuwse markt bij het podium, optredens in burchten en kastelen). Gedurende een zekere periode combineerden ze nog de middeleeuwse optredens met de rockshows, maar later schakelden ze volledig over naar de rockoptredens. Hun groeiende populariteit vanaf de jaren 2000 maakte het ook steeds moeilijker om kleinschalig op te treden.

## Bezetting
De bandleden op dit moment: 
- Zang: Das letzte Einhorn (Michael Rhein, Leinefelde)
- Doedelzak/harp/schalmei: Dr.Pymonte (André Strugala, Rostock 1962)
- Doedelzak/schalmei: Flex der Biegsame (Marco Ernst-Felix Zorzytzky, Berlijn-Bach 1972)
- Slagwerk: Specki T.D. (Florian Speckardt) - sinds 2010 (voordien: Der Morgenstern)
- Bas: Die Lutter (Kay Lutter, Henningdorf 1965)
- Doedelzak/schalmei/nyckelharpa: Yellow Pfeiffer (Boris Pfeiffer, Berlijn)
- Gitaar: Van Lange/Der Lange (Sebastian Oliver Lange, Berlijn 1972)

In Extremo lijkt op Corvus Corax en Umbra et Imago, twee andere Duitse gothic folkbands.

## Discografie
- In Extremo(1) (1996) (mc)
- In Extremo(2) (1997) (mc)
- In Extremo Gold (1997) (cd)
- In Extremo [1997] (maxi-cd)
- Hameln (1998) (cd)
- Weckt die Toten (1998) (cd)
- Die Verrückten sind in der Stadt (live) (1998) (cd)
- Verehrt und Angespien (1999) (cd)
- Sünder ohne Zügel (2001) (cd)
- Live 2002 (2002) (cd)
- 7 (2003) (cd)
- Mein rasend Herz (2005) (cd)
- Raue Spree 2005 (live) (2006) (cd)
- Kein Blick Zurück (2006)
- Sängerkrieg (2008)
- Am Goldenen Rhein (live) (2009)
- Sterneneisen (2011)
- Sterneneisen Live - Laut sind wir und nicht die Leisen (2012)
- Kunstraub (2013)
- Quid Pro Quo (2016)
- Quid Pro Quo (live) (2016)
- Kompass zur Sonne (2020)
- Wolkenschieber (2024)